# Apolemichthys kingi
Apolemichthys kingi là một loài cá biển thuộc chi Apolemichthys trong họ Cá bướm gai. Loài này được mô tả lần đầu tiên vào năm 1984.

## Từ nguyên
Từ định danh của loài được đặt theo tên của Dennis King, người đã phát hiện và thu thập các mẫu vật của loài cá này.

## Phạm vi phân bố và môi trường sống
A. kingi là một loài bản địa của vùng biển Tây Nam Ấn Độ Dương, có phạm vi trải dài từ đảo Inhaca (Mozambique) đến vùng biển giữa vịnh Kosi và bãi cạn Aliwal ở Nam Phi.
Loài này sống gần các rạn đá ngầm với sự phát triển phong phú của hải miên, thường được quan sát phổ biến ở độ sâu hơn 25 m và độ sâu lớn nhất được biết đến là 60 m (thỉnh thoảng cũng được nhìn thấy ở độ sâu nông hơn 20 m).

## Mô tả
A. kingi có chiều dài cơ thể tối đa được ghi nhận là 25 cm. Cơ thể của loài này đặc trưng bởi các vệt sọc màu vàng như vằn hổ ở nửa thân trên. Nửa thân trên và toàn bộ vây đuôi của A. kingi có màu đen, vùng thân dưới có màu trắng. Đầu có màu xám. Trên nắp mang có một đốm đen lớn. Rìa vây lưng và vây đuôi có màu trắng. Cá con có kiểu màu tương tự như cá trưởng thành, nhưng cơ thể có các dải sọc dọc màu đen, trong đó có một dải băng qua mắt, và thêm một đốm đen lớn viền màu vàng kim ở vây lưng sau.
Số gai ở vây lưng: 15; Số tia vây ở vây lưng: 16–17; Số gai ở vây hậu môn: 3–4; Số tia vây ở vây hậu môn: 17–18; Số tia vây ở vây ngực: 16–17; Số gai ở vây bụng: 1; Số tia vây ở vây bụng: 5.

## Sinh thái
Thức ăn của A. kingi là hải miên và những loài thuộc phân ngành Sống đuôi. A. kingi thường sống đơn độc hoặc bơi theo cặp, đôi khi hợp thành những nhóm nhỏ, bao gồm một con đực thống trị và bầy cá cái trong hậu cung của nó.
Loài này khá nhát, thường bơi ngay vào hang khi các thợ lặn tiếp cận chúng, đặc biệt là cá con rất hiếm khi được nhìn thấy.
A. kingi được ghi nhận là đã tạo ra những cá thể lai với Apolemichthys trimaculatus, một loài có cùng phạm vi với chúng, tại bãi cạn Aliwal ngoài khơi Nam Phi.